# Dalechampia ulmifolia
Dalechampia ulmifolia är en törelväxtart som beskrevs av Robert Hippolyte Chodat och Emil Hassler. Dalechampia ulmifolia ingår i släktet Dalechampia och familjen törelväxter. Inga underarter finns listade i Catalogue of Life.